# BreachForums
BreachForums是一个以英文爲交流語言的黑帽黑客犯罪论坛，活跃于 2022 年至 2023 年。在 RaidForums 于 2022 年被关闭和扣押后，该网站成爲了RaidForums 的替代品和后继者 與其前身相似，BreachForums 允許討論各種駭客話題，用戶也可以分享被泄漏的數據、駭客工具和其他各種內容。

## 历史
该论坛由当时 19 岁的 Conor Brian Fitzpatrick 于 2022 年 3 月创立，他在论坛上的网名是“pompompurin”， 該網名的靈感來源爲日本的三丽鸥。在2021年，Fitzpatrick 曾声称对2021 年 FBI 电子邮件黑客攻击负责。 

## 争议
2022 年 12 月 10 日，网名为“USDoD”的论坛用戶发布了一条帖子，提议出售隸屬於FBI的非营利组织InfraGard的数据库，該數據庫中包含 80,000 多名用戶的信息。USDoD 声称通过社会工程攻击获得了InfraGard後臺的访问权限，在攻擊中他僞裝成了一家不知名的美国金融公司的首席执行官。 
2023 年 3 月 9 日，另一名网名“Denfur”的成员发布了一个包含 200 个条目的數據泄漏帖子，该帖子中的數據源自哥伦比亚特区健康保险市场DC Health Link，並声称接下來将泄漏更多信息。 DC Health Benefit Exchange Authority 后来表示，超过 56,000 名客户受到了該數據泄漏的影响，但“Denfur”的原始帖子声称其拥有超过 170,000 名客户的信息。  

## 逮捕和关闭
2023 年 3 月 15 日，網站創立者及主要管理員 Fitzpatrick 被执法部门逮捕，并被指控合謀实施盜用设备欺诈。  在 Fitzpatrick 被捕后，另一个网名为“Baphomet”的论坛管理员获得了该网站及其基础设施的所有权。然而，由于 Baphomet 怀疑该论坛遭到入侵，该论坛于 2023 年 3 月 21 日被关闭。 
截至 2023 年 4 月，网站显示HTTP 502错误。 
2023 年 6 月 23 日，该平台公开网域已遭到美国政府屏蔽。